# Bennie Railplane
 (septembre 2023).

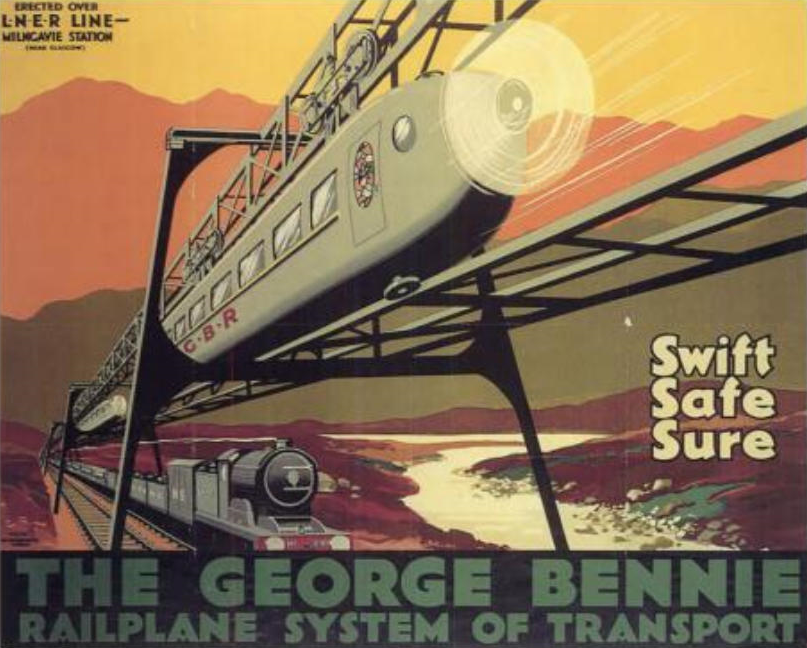
The George Bennie Railplane System of Transport, affiche (1929) conçue par Arthur C. Michael.

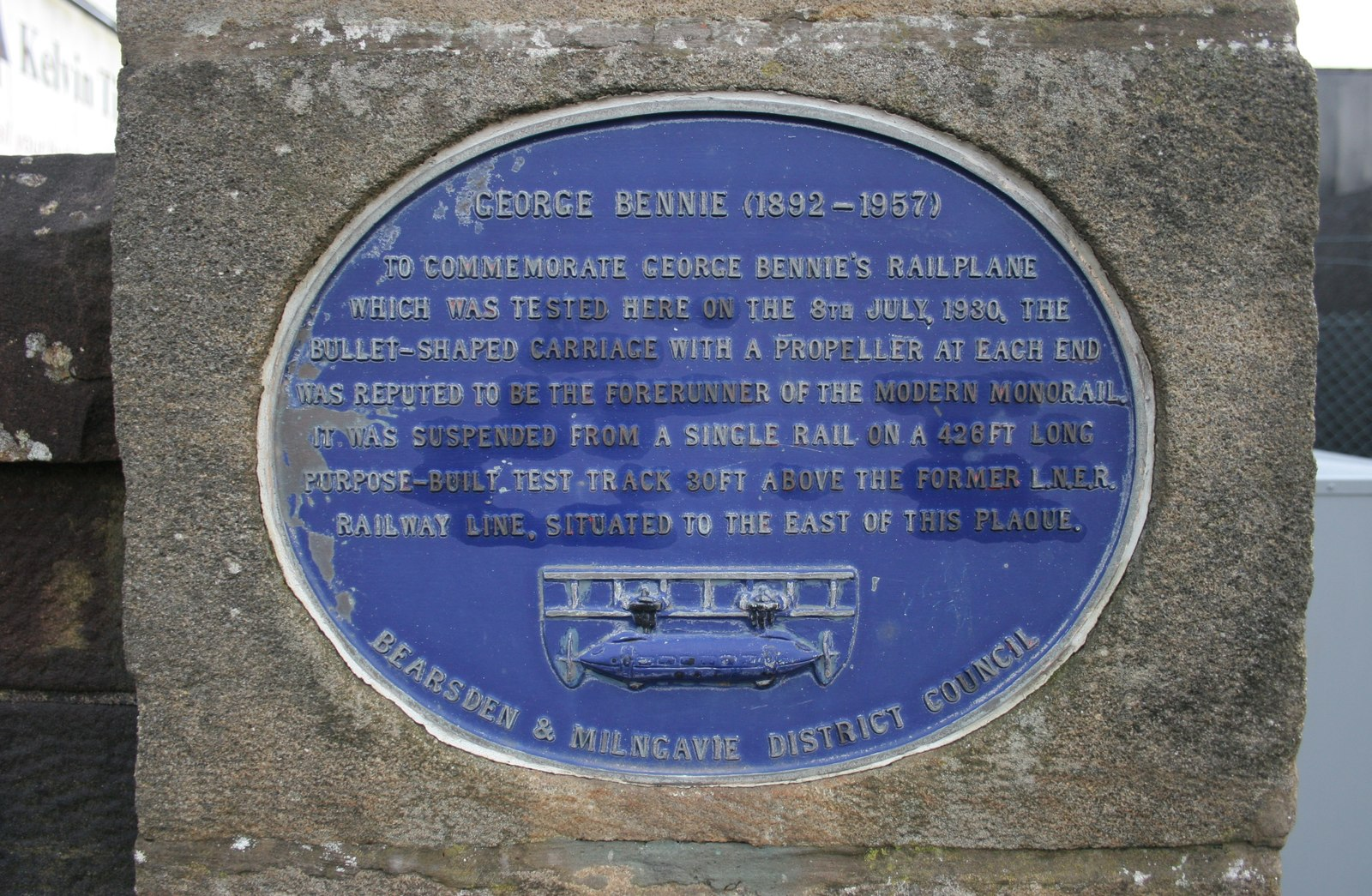
Blue plaque commémorant George Bennie, entre Bearsden et Milngavie

Le Bennie Railplane est un prototype de transport ferroviaire inventé par l'Écossais George Bennie (1891-1957), qui se déplaçait le long d'un rail aérien au moyen d'hélices et qui ne fut jamais mis en service.

## Histoire
George Bennie, né à Auldhouse (en) près de Glasgow, en Écosse, commença à travailler au développement de son avion ferroviaire en 1921. En 1929-1930, il construisit un prototype sur un tronçon d'essai de voie ferrée sur une ligne de 119 mètres de long à Milngavie, à côté de la Glasgow and Milngavie Junction Railway (en), avec un prototype d'avion ferroviaire composé d'une voiture ferroviaire pour démontrer la viabilité du  système à de potentiels clients. Il roulait le long d'un monorail aérien, stabilisé par des rails de guidage en dessous. Il se déplaçait grâce à des hélices propulsées par des moteurs embarqués. Cet avion ferroviaire était destiné à fonctionner au-dessus des lignes de chemins de fer conventionnels, séparant le trafic de passagers plus rapide du trafic de marchandises plus lent. George Bennie croyait que ses voitures d'avions ferroviaires avaient la capacité de voyager jusqu'à 190 km/h et offriraient un « service rapide de passagers, de courrier et de marchandises périssables ». Les services de fret lent et lourd et les services locaux de passagers continueraient eux sur le réseau ferroviaire traditionnel en dessous. Chaque voiture pouvait théoriquement transporter un maximum de 48 personnes mais son prototype avait moins de places assises.
Malgré l'intérêt du monde entier, Bennie ne put obtenir le soutien financier dont il avait besoin pour développer son système de transport révolutionnaire. La ligne proposée entre Édimbourg et Glasgow ne fut pas construite, pas plus que celle entre Southport et Blackpool dans le nord-ouest de l'Angleterre. En 1937, Bennie était en faillite, il avait financé lui-même la plupart des travaux.
Le prototype d'avion ferroviaire rouilla dans un champ à Milngavie jusqu'à ce qu'il soit vendu à la ferraille en 1956. Bennie est mort l'année suivante. Le hangar d'origine où la voiture avait été construite dans Main Street à Milngavie, est maintenant occupé par un marchand de bois et une Blue Plaque commémorative se trouve sur son mur extérieur.